# حديقة حضرية

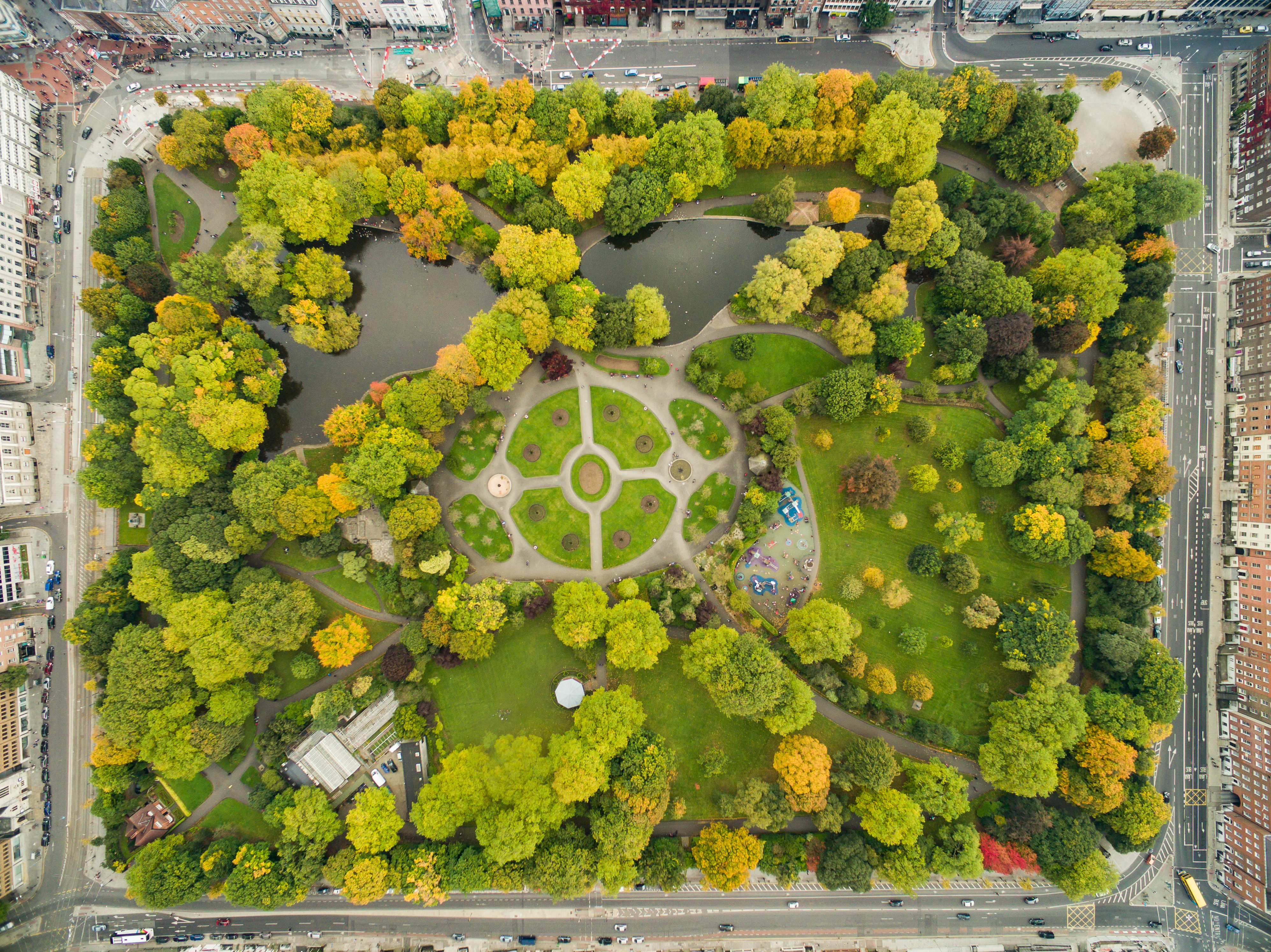
مشهد جوي لسانت ستيفن غرين (St Stephen's Green)، تُظهر المساحات الخضراء، المسارات والبركة، ومحاطة بالمباني.

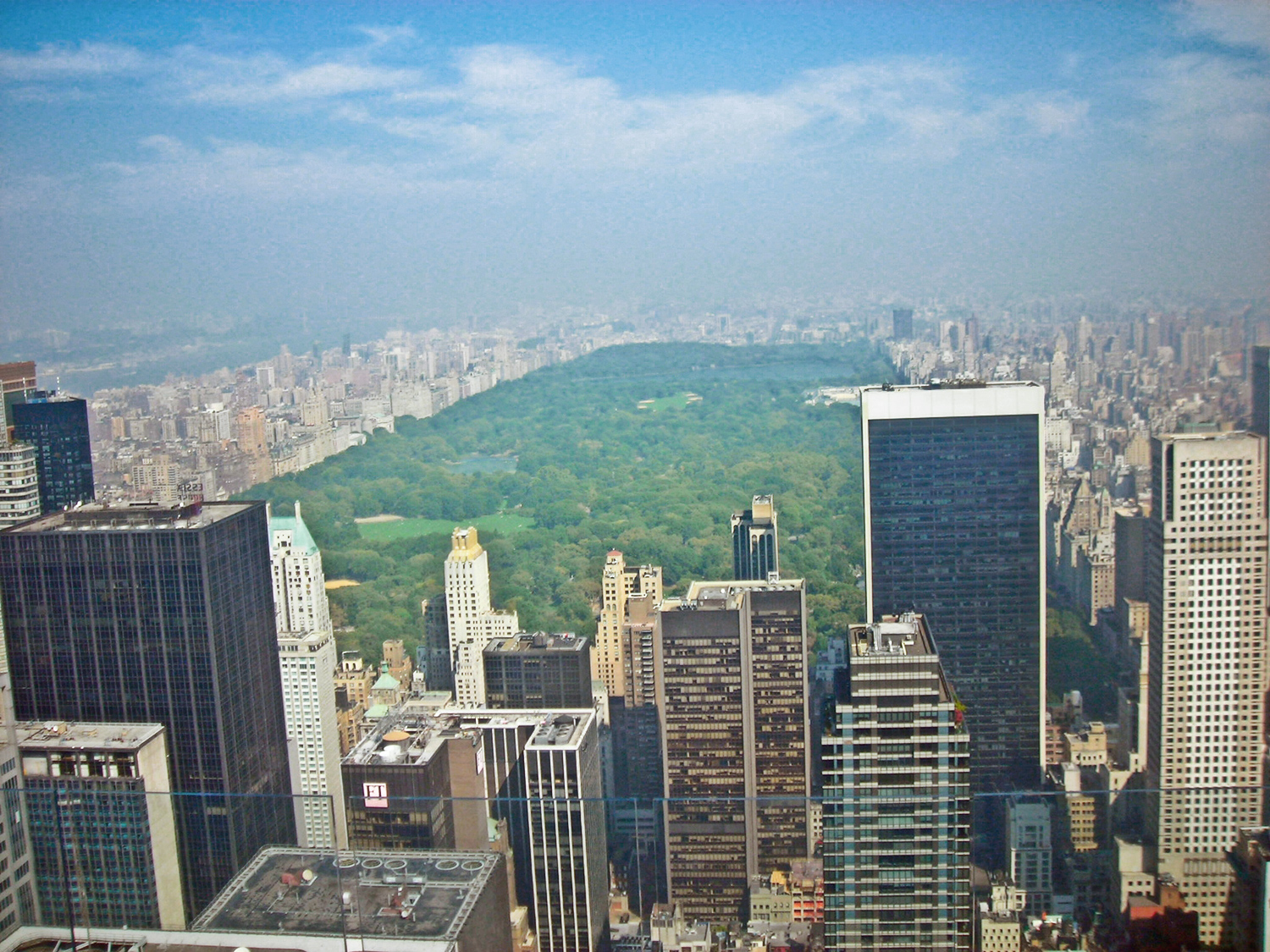
سنترال بارك، أكثر حديقة يتم زيارتها في الولايات المتحدة وأحد أكثر الأماكن الجاذبة للسياح، محاطة بناطحات السحاب في مانهاتن في مدينة نيويورك.

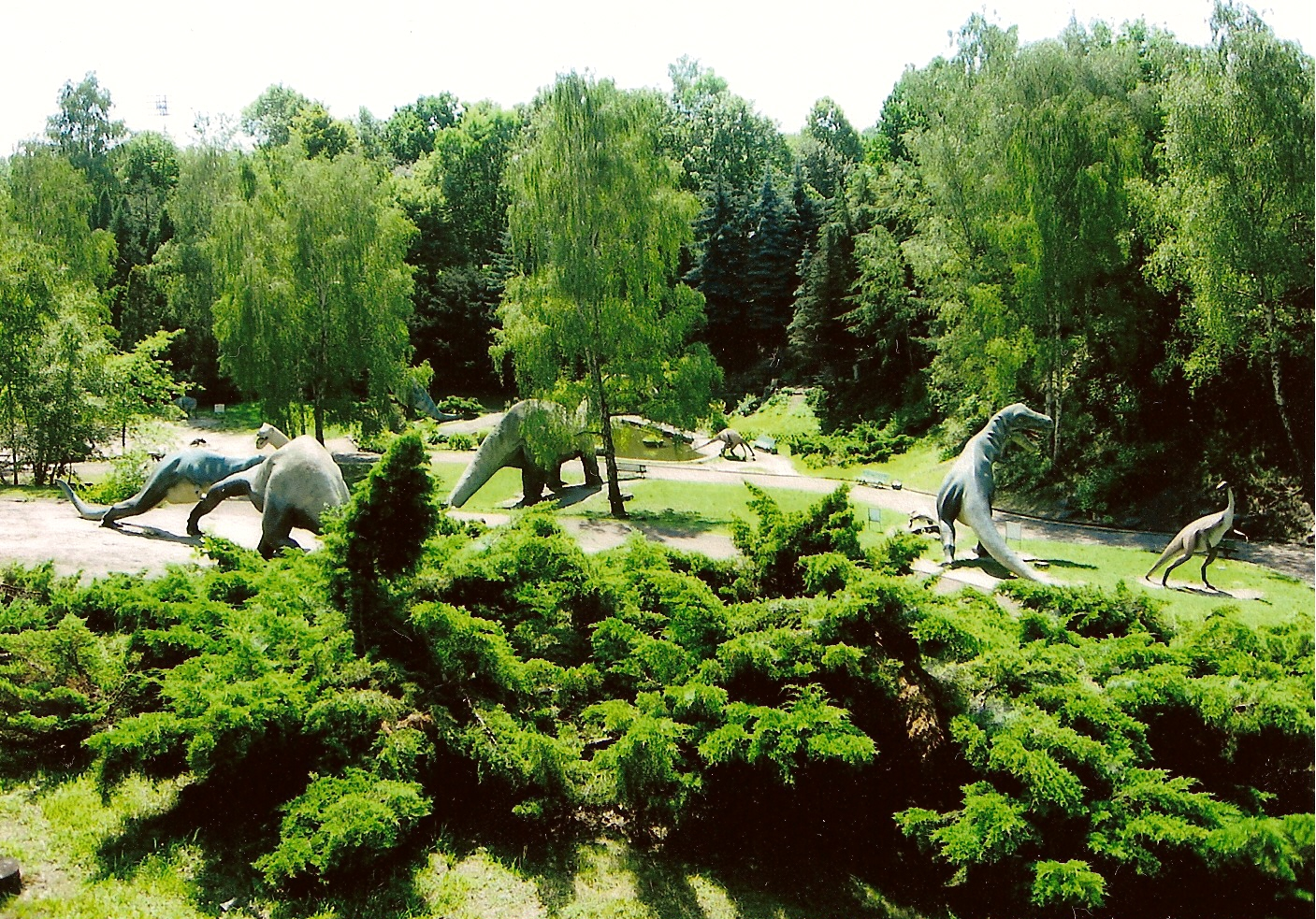
وادي الديناصورات (إعادة بناء زواحف ما قبل التاريخ) في داخل سيليزيان بارك (Silesian Park) في بولندا،متروبوليس سيليزيا (Metropolitan Association of Upper Silesia and Dąbrowa Basin).

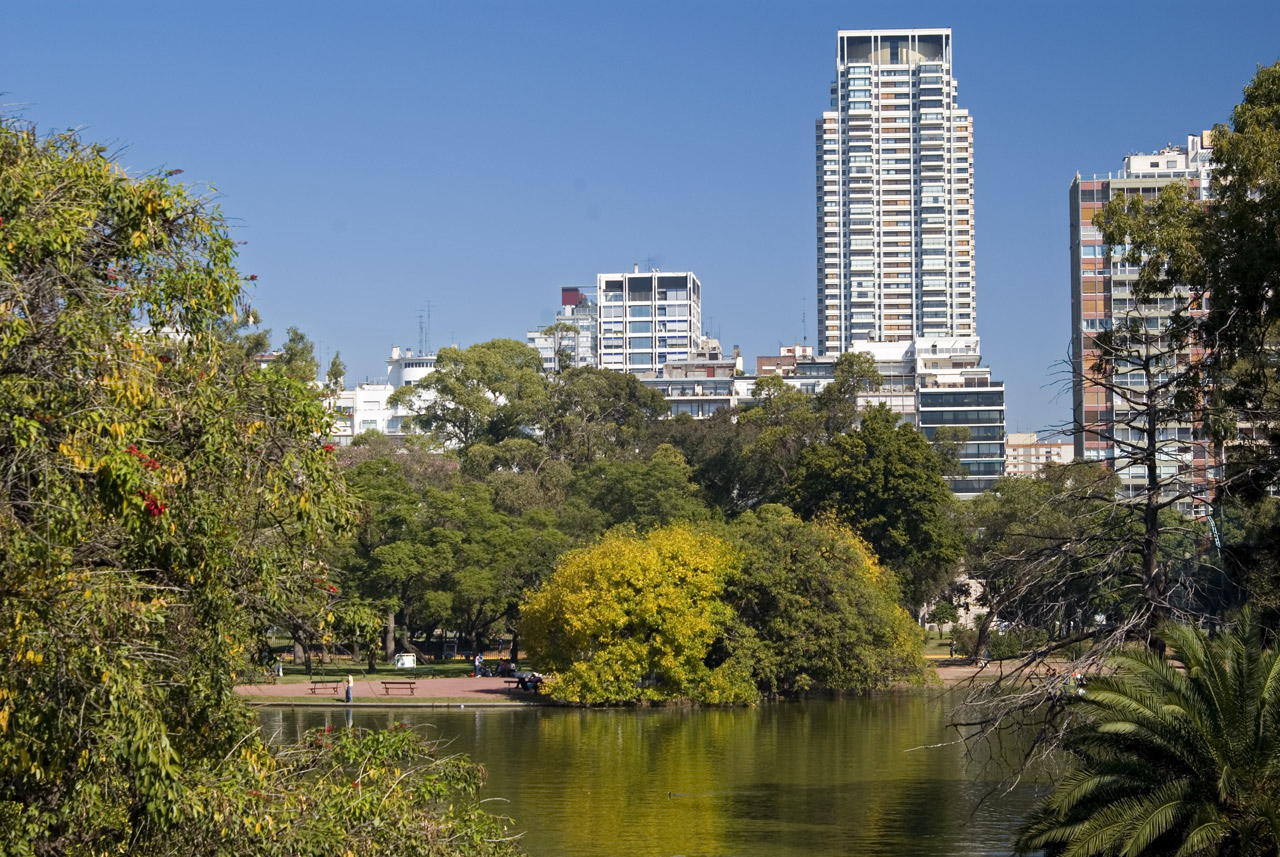
تريس دي فبريرو بارك (Parque Tres de Febrero)، فيبوينس آيرس،الأرجنتين، لديها حديقة ورود، بركة و القبة السماوية بين الأشياء الأخرى.

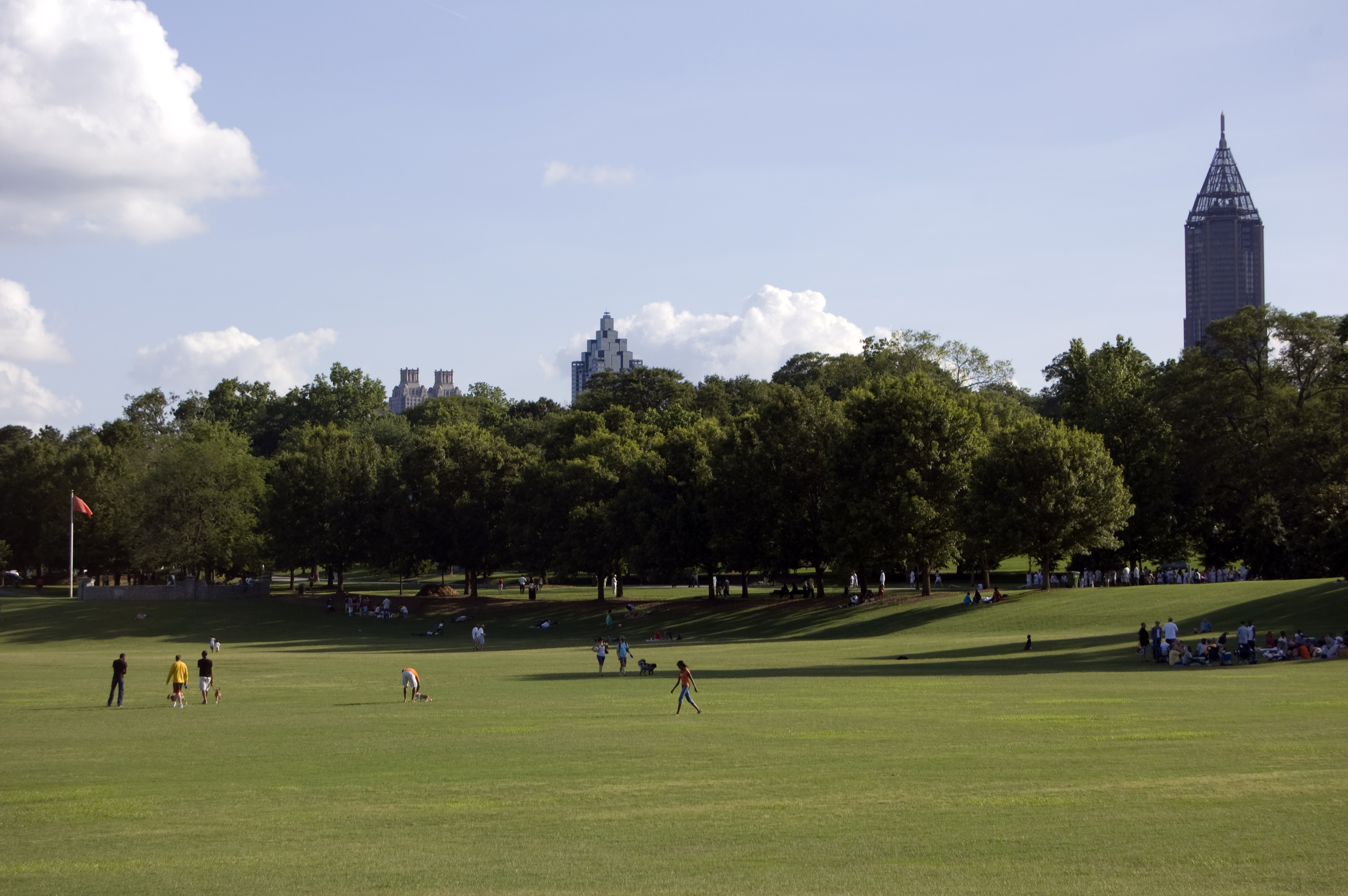
المرج في بيدمونت بارك (Piedmont Park) في أتلانتا، جورجيا.

الحديقة الحضرية أو الحديقة المدنية ، تُسمي أيضاً حديقة البلدية (أمريكا الشمالية) أو الحديقة العامة هو متنزه في مدينة أو مجالس بلدية والتي توفر أنشطة ترفيهية ومساحات خضراء مفتوحة للزائرين أو الساكنين في المُدن والبلديات. التصميم والتشغيل والصيانة يتم عادة من قبل الحكومة، عادة على المستوى المحلي، ولكن قد يتم التعاقد عليها من حين لآخر مع حديقة أخرى أو أصدقاء مجموعة أو شركة تابعة للقطاع الخاص.
الخصائص العامة للحدائق الحضرية تتضمن: ملعب أطفال وحديقة منزلية ومضمارات أو مسارات للمشي والجري أو مضمار لياقة، مسارات الأحصنة (Bridle path)، والملاعب الرياضية والأندية، ودورات المياه العامة، ومنحدرات القوارب ومرافق التنزه، اعتمادًا على الميزانية والمميزات الطبيعية المتاحة. يدعي أنصار الحدائق أن وجود حدائق قريبة من سكان المدن، بما في ذلك في غضون 10 دقائق (10-Minute Walk) سيرا على الأقدام، يوفر فوائد متعددة.

## روابط خارجية
- مقالة عن التنويع في تخطيط وتصميم الأماكن العامة المفتوحة
- "The Park Keeper" - التراث الإنجليزي
- «الحدائق في أمريكا الحضرية» - مطبعة جامعة أكسفورد